# Sofia de Portugal
Sofia de Portugal Pessanha de Oliveira mais conhecida por Sofia de Portugal (6 de Novembro de 1971) é uma actriz portuguesa, conhecida de diversos projectos de televisão, cinema e teatro.
e fez Tambem  o papel de Georgette Oliver e os seus Companheiros
Teve uma prestação no programa Dança Comigo onde mostrou os seus dotes de dançarina.

## Trabalhos televisivos
- Actriz convidada nos sketches do programa Cá por Casa, RTP 2019-2022
- Elenco principal, Graça na 3ª temporada de A Única Mulher, TVI 2016
- Actriz convidada no programa Nelo e Idália, RTP 2016
- Actriz convidada, Vitória em Os Nossos Dias, RTP 2013
- Elenco adicional, Assistente Social em Mundo ao Contrário, TVI 2013
- Elenco adicional, Maria Antónia no telefilme Jogos Cruéis, RTP 2012
- Elenco adicional, Juiza em Remédio Santo, TVI 2011
- Elenco adicional, Tia de Marlene em Um Lugar Para Viver, RTP 2009
- Elenco principal, Laidinha em Chiquititas, SIC 2007/2008
- Elenco adicional, Gigi em Vingança, SIC 2007
- Elenco principal, Amália em Floribella, SIC 2006/2007
- Elenco adicional, Teresa Lourenço em Pedro e Inês, 2005
- Elenco principal, Glória Pires em Ninguém Como Tu, TVI 2004/2005
- Participação especial, Margarida em Inspector Max, TVI 2004
- Elenco principal, Helena Fernandes em Morangos com Açúcar, TVI 2003/2004
- Elenco adicional, Pilar Rebelo em Anjo Selvagem, TVI 2002
- Participação especial, Dora em Super Pai, TVI 2002
- Elenco adicional, Lina em O Bairro da Fonte, SIC 2001/2002
- Elenco adicional, Mafalda em Filha do Mar, TVI 2001
- Participação especial, em Cuidado Com as Aparências, SIC 2001
- Elenco principal, Várias Personagens em Programa da Maria, SIC 2001
- Elenco principal, Várias Personagens em João Nicolau Breyner, RTP 2000
- Actriz convidada, Carla em Crianças S.O.S, TVI 2000
- Elenco principal, Rosa em Ajuste de Contas, RTP 2000
- Actriz convidada, Polícia em Con(s)certos na Cave, RTP 1999
- Elenco adicional, Funcionária da Clínica em Todo o Tempo do Mundo, TVI 1999
- Actriz convidada, Laurinda em Esquadra de Polícia, RTP 1999
- Actriz convidada, Empregada da Loja em Uma Casa em Fanicos, RTP 1998
- Participação especial, Coelhinha no programa Zero de Audiência, RTP2 1995
- Actriz convidada, Amiga de Marília em Sozinhos em Casa, RTP 1993
- Actriz na peça televisiva A Dama do Mar, RTP 1993
- Elenco adicional, Rita em A Banqueira do Povo, RTP 1993
- Actriz no episódio O Rapaz do Trompete da série Terra Instável, RTP 1992
- Actriz no teledramático As Nuvens, RTP 1992

## Cinema
- Telefilme "A Palavra Mágica", de Maria Esperança Pascoal, (2021)
- Telefilme "Jogos Cruéis", de Afonso Pimentel, (2012)
- O Estranho Caso de Angélica, de Manoel de Oliveira, (2009)
- Telefilme Odisseia na Tenda, de Herman José, (2001)
- Adeus Princesa, de Jorge Paixão da Costa (1992)